# 克魯格洛耶湖 (沙圖拉區)
55°17′45″N 40°8′31″E / 55.29583°N 40.14194°E
克魯格洛耶湖（俄语：Круглое озеро），是俄羅斯的湖泊，位於該國西部，由莫斯科州負責管轄，處於沙圖拉區，長0.2公里、寬0.2公里，面積0.04平方公里，海拔高度112米，最大水深2.5米。